# Obszar metropolitalny Miami
Obszar metropolitalny Miami (ang. Miami metropolitan area, Miami–Fort Lauderdale–Pompano Beach, nazywany także Greater Miami) – statystyczny obszar metropolitalny (MSA) w amerykańskim stanie Floryda, obejmujący 3 hrabstwa (Miami-Dade, Broward i Palm Beach) i zakotwiczony w głównych miastach: Miami, Fort Lauderdale i Pompano Beach.
Według spisu powszechnego w 2020 roku liczy 6,1 mln mieszkańców, co czyni go najbardziej zaludnionym obszarem metropolitalnym stanu Floryda i 9. co do wielkości w Stanach Zjednoczonych. Uznawane jest za drugie, po Nowym Jorku, co do wielkości centrum finansowe w kraju.
Od lat 20. XX wieku, kiedy nastąpił boom demograficzny, Miami w niespełna sto lat urosło z niewielkiego miasta na aglomerację z ogromną różnorodnością kulturową i stało się jednym najpopularniejszych celów turystycznych na świecie, z trzydziestoma pięcioma kilometrami piaszczystych plaż. Jest uznawane za „Rejsową Stolicę Świata” i „Bramę do obu Ameryk”.

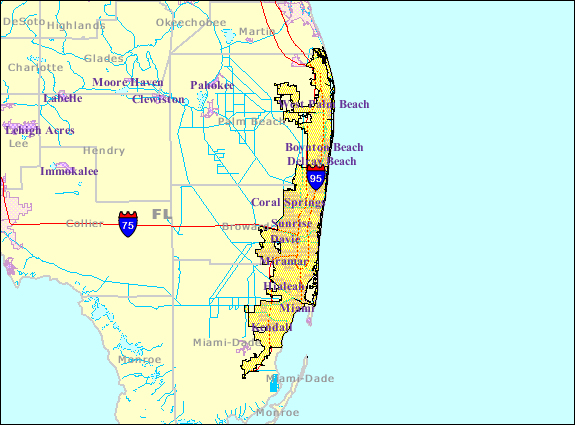

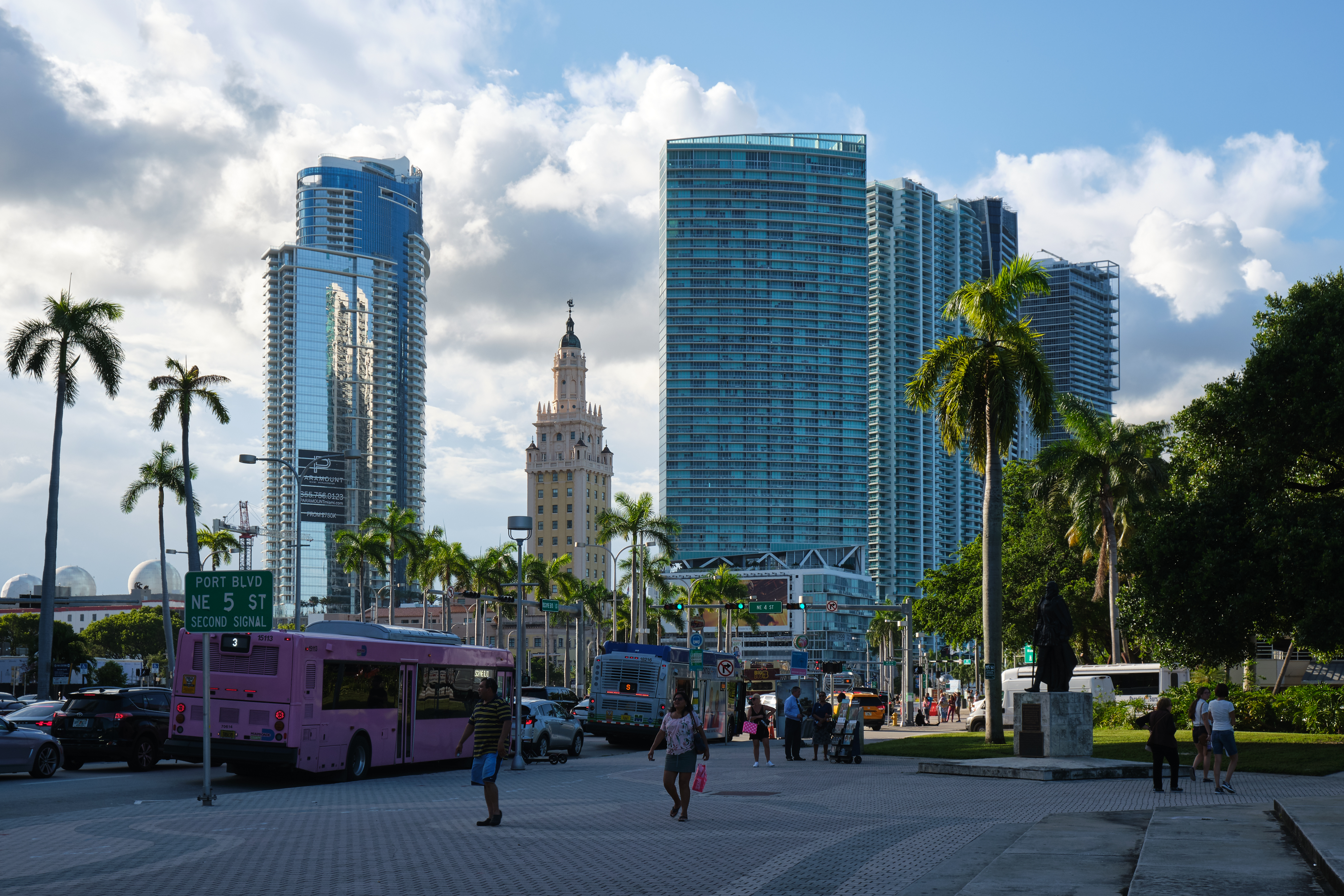
Śródmieście

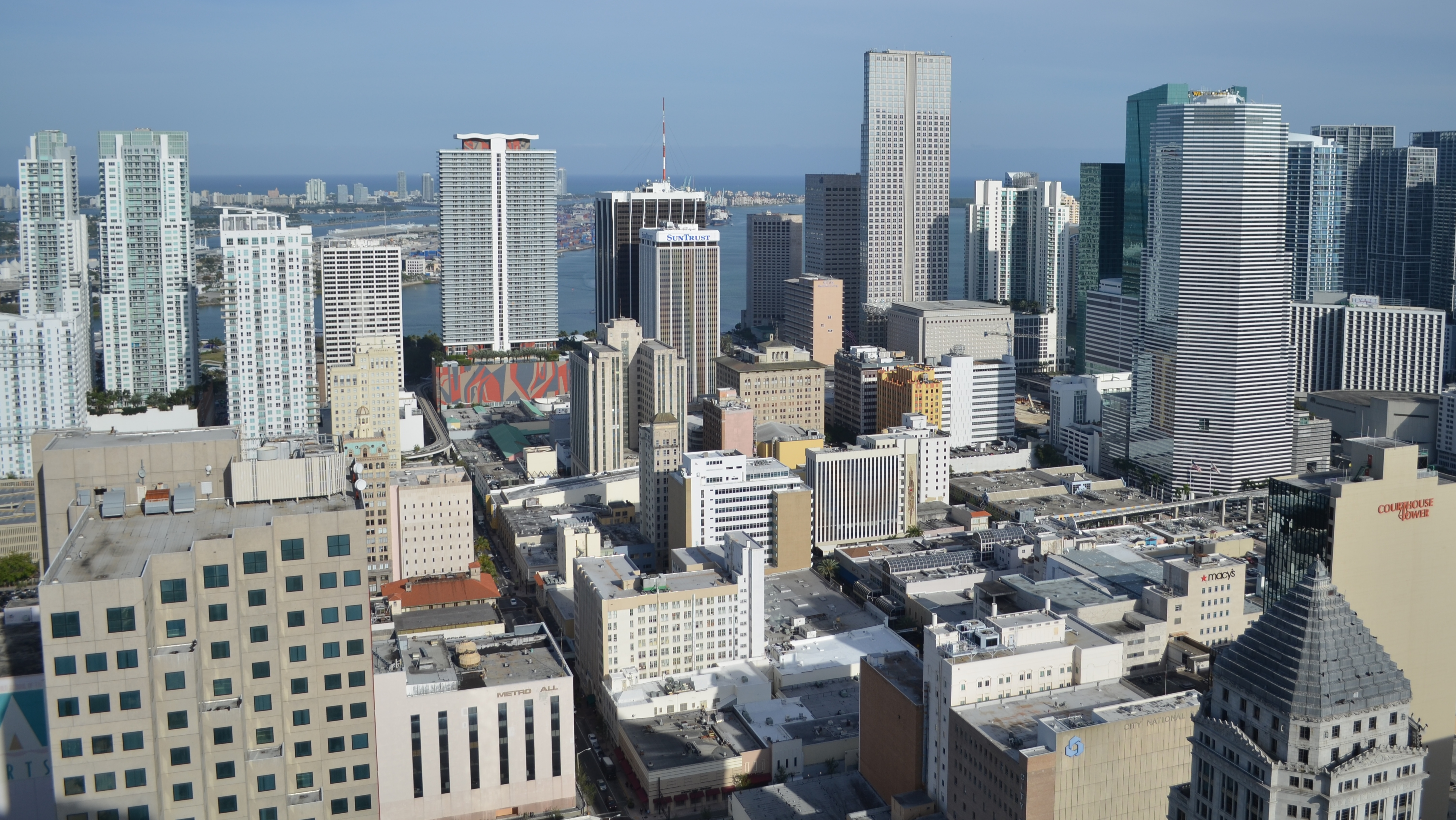
Dzielnica biznesowa

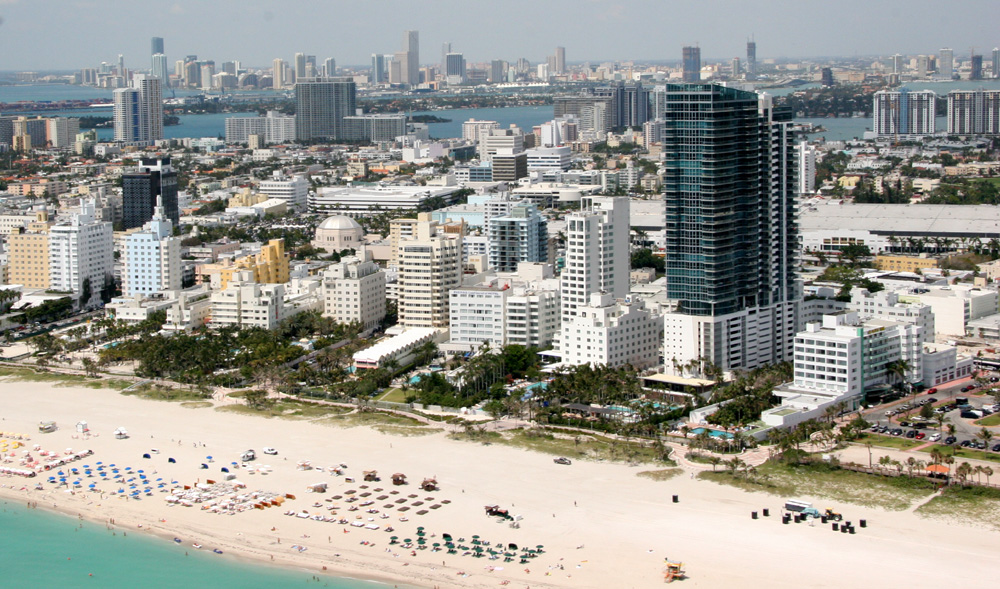
Miami w 2006 roku

## Większe miasta
- Miami (442,2 tys.)
- Hialeah (223,1 tys.)
- Fort Lauderdale (182,8 tys.)
- Pembroke Pines (171,2 tys.)
- Hollywood (153,1 tys.)
- Miramar (134,7 tys.)
- Coral Springs (134,4 tys.)
- West Palm Beach (117,4 tys.)
- Pompano Beach (112,0 tys.)
- Miami Gardens (111,6 tys.)
- Davie (105,7 tys.)
- Boca Raton (97,4 tys.)
- Sunrise (97,3 tys.)
- Plantation (91,8 tys.)
- Deerfield Beach (86,9 tys.)
- Miami Beach (82,9 tys.)
- Homestead (80,7 tys.)
- Boynton Beach (80,4 tys.)

Źródło: The Office of Economic and Demographic Research (EDR).

## Gospodarka
Przez większość swojej historii gospodarka Miami opierała się na turystyce, a sezon turystyczny trwa przez cały rok. W XXI wieku gospodarka aglomeracji stała się bardziej zróżnicowana, a Miami stało się ośrodkiem międzynarodowej bankowości i finansów, oraz centrum handlu międzynarodowego.
Miami International Airport jest największym portem lotniczym w kraju pod względem międzynarodowego transportu towarowego i jednym z największych pod względem liczby pasażerów międzynarodowych. W 2021 roku port łącznie obsłużył 37,2 mln pasażerów. Także port morski Miami został uznany w indeksie World Bank and S&P Global Market Intelligence za jeden najlepszych portów kontenerowych na świecie. Ponadto Miami zajęło drugie miejsce w rankingu najbardziej wydajnych portów w Ameryce Północnej, zajmując 29. miejsce w światowym rankingu.
Port morski Miami jest drugim motorem gospodarczym hrabstwa Miami-Dade, wnoszącym 43 miliardy dolarów rocznie do lokalnej gospodarki i dającym ponad 334,5 tys. miejsc pracy w południowej Florydzie. Do końca 2023 roku ma zostać ukończony nowy terminal portu zdolny do obsługi 36 tys. pasażerów dziennie, co uczyni go największym terminalem rejsowym w Ameryce Północnej.
W obszarze metropolitalnym Miami działa pięć firm z listy Fortune 500: firma budowlana Lennar, sprzedawca Office Depot, firma energetyczna World Fuel Services, sprzedawca samochodów AutoNation i firma transportowo-logistyczna Ryder System. Do największych pracodawców w 2021 roku należały: sieć szpitali Baptist Health South Florida (24,8 tys. pracowników), Uniwersytet Miami (17,1 tys.) i Szpital Regionalny (14,4 tys.).
Produkcja w aglomeracji obejmuje m.in.: odzież, sprzęt medyczny, farmaceutyki, poligrafię, wyroby metalowe, meble, oraz przemysł spożywczy i budowlany.

## Demografia
Miami jest znane z dużej społeczności latynoskiej, której wielu członków pochodzi z Kuby. W latach sześćdziesiątych XX wieku podczas rewolucji kubańskiej ponad 150 tys. Kubańczyków szukało schronienia w Stanach Zjednoczonych, głównie w regionie Miami. Do 1980 roku populacja Kubańczyków w kraju przekroczyła 600 tysięcy.
Według danych pięcioletnich z 2020 roku metropolię zamieszkiwało 6 159 858 mieszkańców, w tym 64% stanowiła ludność biała (30,3% nie licząc Latynosów), 21% czarnoskórzy Amerykanie lub Afroamerykanie, 8,3% osoby rasy mieszanej, 2,5% Azjaci, 0,22% to rdzenni Amerykanie a 0,04% Hawajczycy i mieszkańcy innych wysp Pacyfiku. Latynosi stanowili 45,1% ludności aglomeracji.
Kraje z największą liczbą osób deklarujących swoje pochodzenie w obszarze metropolitalnym Miami w 2020 roku:
| Lp. | Kraj pochodzenia | Liczba osób | % populacji |
| --- | ---------------- | ----------- | ----------- |
| 1   | Kuba             | 1 150 061   | 18,8%       |
| 2   | Haiti            | 335 708     | 5,5%        |
| 3   | Włochy           | 304 860     | 5,0%        |
| 4   | Niemcy           | 271 031     | 4,4%        |
| 5   | Irlandia         | 262 430     | 4,3%        |
| 6   | Kolumbia         | 256 754     | 4,2%        |
| 7   | Portoryko        | 225 998     | 3,7%        |
| 8   | Jamajka          | 191 657     | 3,1%        |
| 9   | Anglia           | 175 703     | 2,9%        |
| 10  | Wenezuela        | 159 851     | 2,6%        |
| 11  | Meksyk           | 152 863     | 2,5%        |
| 12  | Nikaragua        | 126 368     | 2,1%        |
| 13  | Dominikana       | 119 176     | 1,9%        |
| 14  | Polska           | 117 151     | 1,9%        |
|     | Razem            | 3 849 611   | 62,8%       |

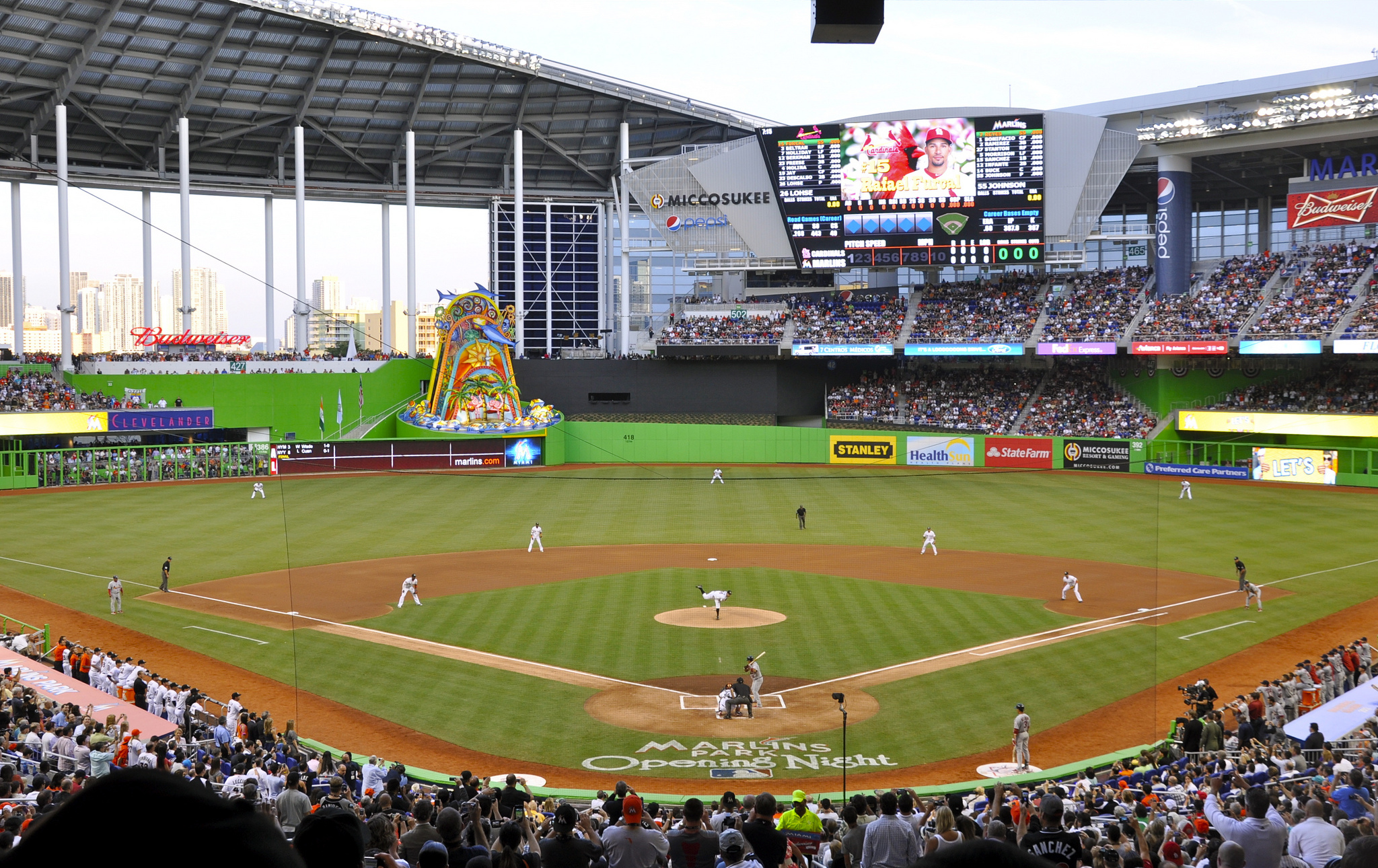
Marlins Park, siedziba Miami Marlins

Silna obecność kultury latynoskiej, oraz silne połączenia handlowe spowodowały, że Miami zostało nazwane “bramą” do Ameryki Łacińskiej.

## Edukacja

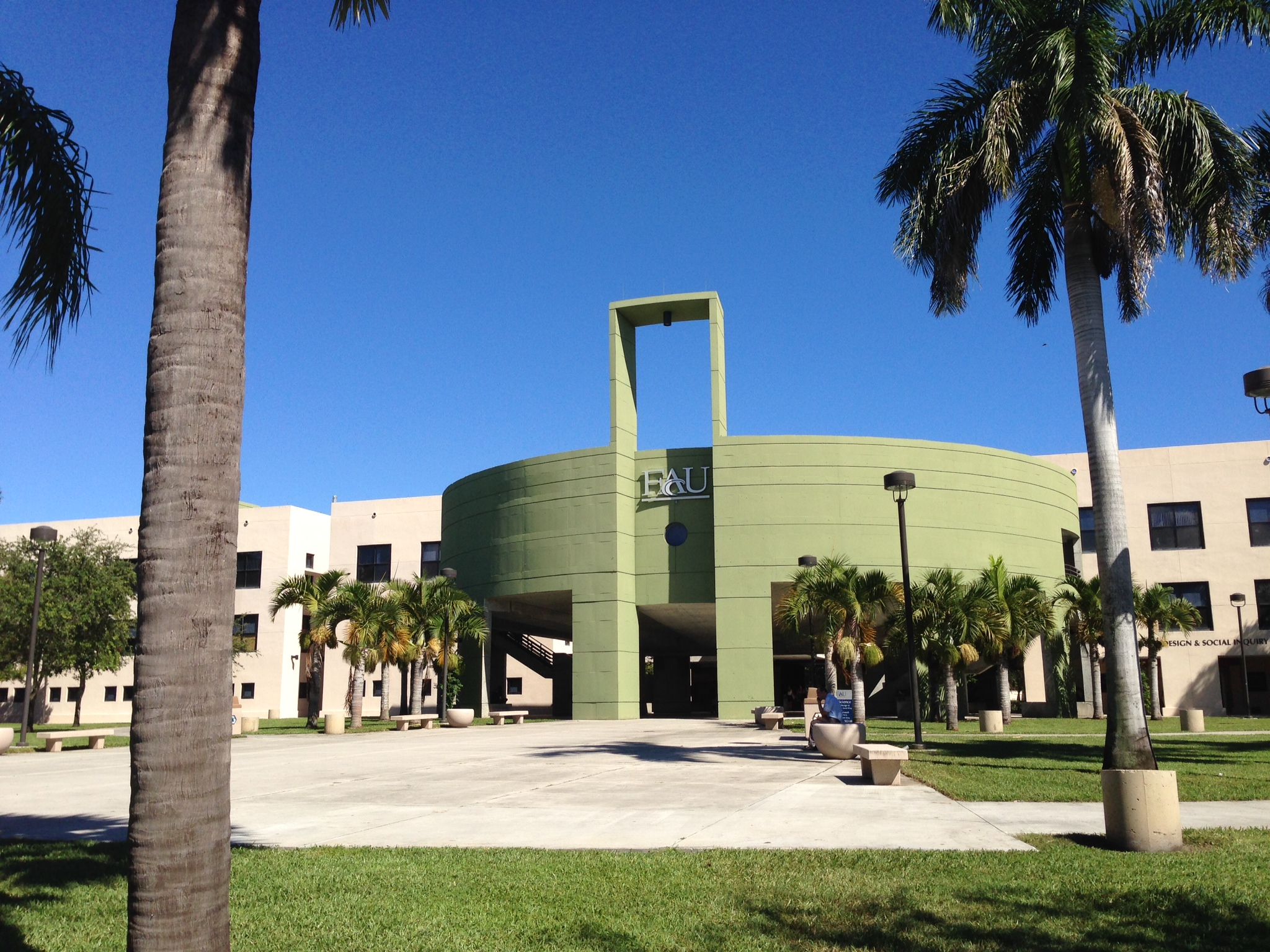
Budynek nauk społecznych Florida Atlantic University

Obszar metropolitalny Miami obejmuje prawie jedną czwartą szkół wyższych i uniwersytetów na Florydzie. Uniwersytet Miami jest jedną z najwyżej ocenianych instytucji badawczych w Stanach Zjednoczonych, podczas gdy University of Central Florida stał się czwartym co do wielkości uniwersytetem w USA pod względem liczby zapisów. Inne najwyżej oceniane uczelnie w aglomeracji Miami obejmują: Florida International University, Keiser University, Nova Southeastern University, Florida Atlantic University i Florida National University.

## Religia
Badanie Pew Research Center z 2014 roku wykazało, że w obszarze metropolitalnym Miami 39% osób identyfikowało się jako protestanci (w tym: 20% ewangelikalni, 11% głównego nurtu i 8% z tradycjami afroamerykańskimi), 27% to katolicy, 9% zgłosiło religię judaistyczną, 21% zadeklarowało się jako bezwyznaniowi (w tym: 3% agnostycy i 3% ateiści), 2% zadeklarowało inne wyznanie chrześcijańskie i 1% zgłosił inną religię.
Pod względem członkostwa do największych grup religijnych w 2020 roku należały:
- Kościół katolicki – 1,46 mln członków w 152 parafiach,
- lokalne bezdenominacyjne zbory ewangelikalne – 468,2 tys. członków w 711 zborach,
- Południowa Konwencja Baptystów – 186,1 tys. członków w 617 zborach,
- inne kościoły baptystyczne – ponad 130 tys. członków w 223 zborach,
- Kościoły zielonoświątkowe (głównie Zbory Boże) – ponad 100 tys. członków w 449 zborach,
- społeczność żydowska – ok. 100 tys. wyznawców w 159 zgromadzeniach,
- świadkowie Jehowy – 98,9 tys. wyznawców w 359 zborach.

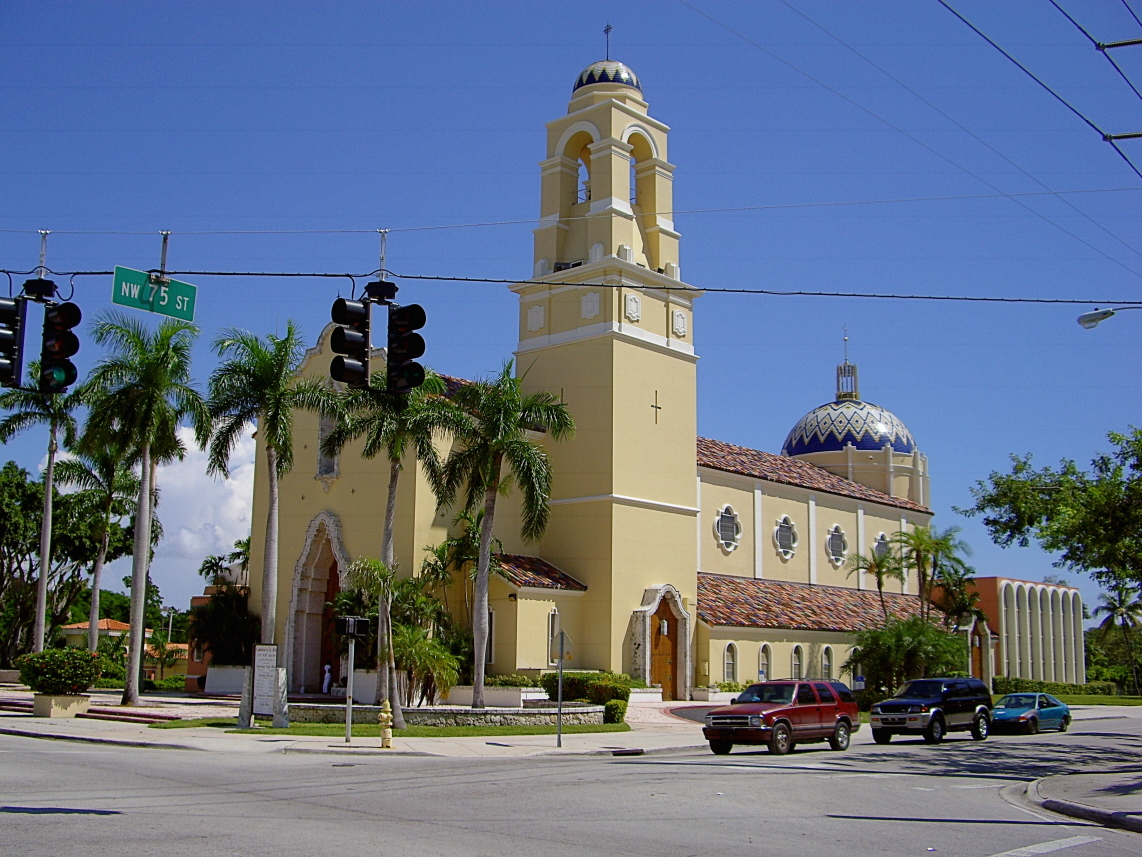
Katolicka Katedra św. Maryi
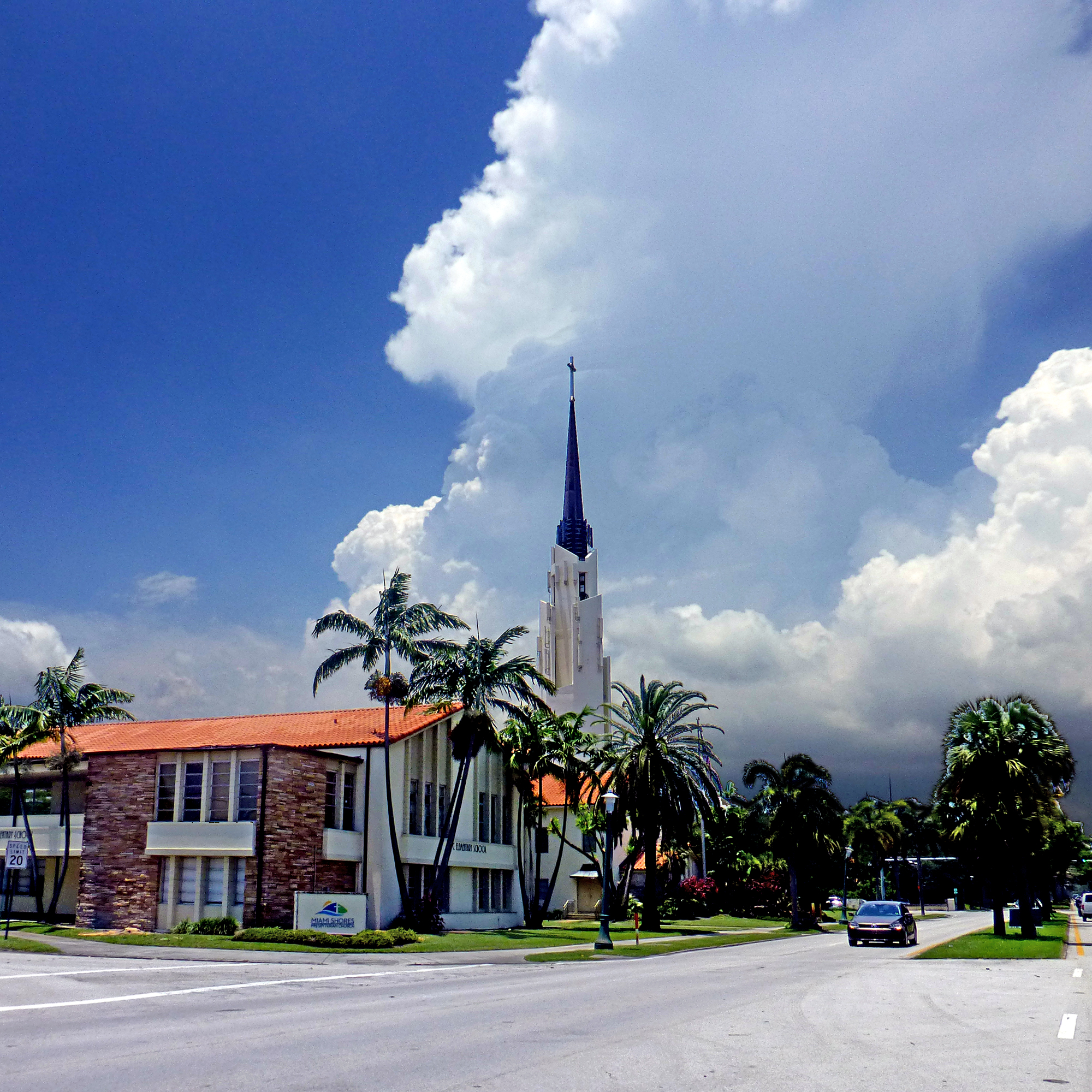
Kościół prezbiteriański
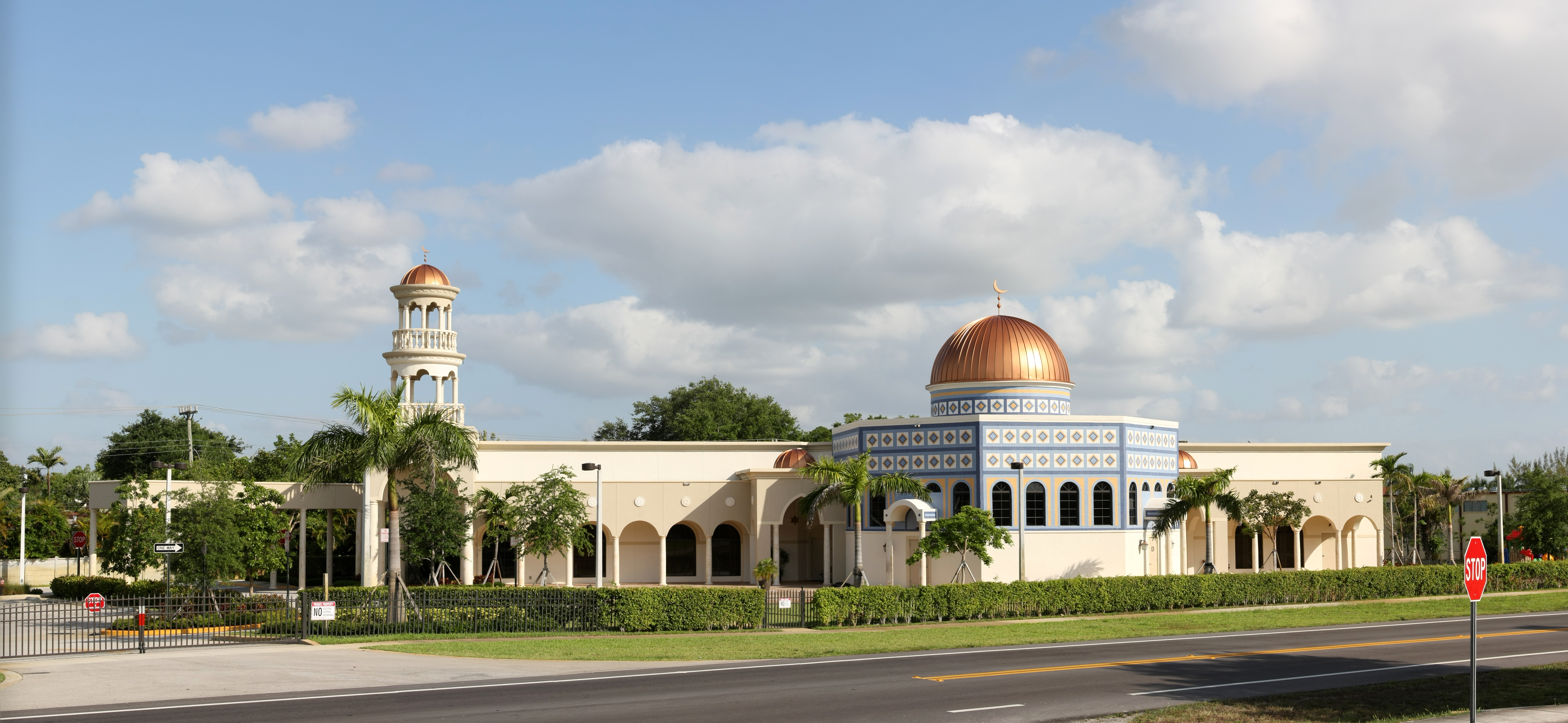
Meczet w Boca Raton